# Федюкин, Анатолий Викторович
Анатолий Викторович Федюкин (26 января 1952, Воронеж — 29 июля 2020, Москва) — советский и российский гандболист, тренер. Олимпийский чемпион 1976 года, серебряный призёр игр 1980 года, чемпион мира 1982 года. 
Провёл в составе сборной СССР 103 международных матча, забросил 222 мяча. 
На клубном уровне выступал за команды «Кунцево» (Москва), с 1978 года — ЦСКА. 
Чемпион СССР по гандболу 1978—1980, 1982, 1983 годов. Заслуженный мастер спорта (1976 год). 
По завершении карьеры игрока стал тренером, возглавлял команды ЦСКА, «Энергия» (Воронеж). Заслуженный тренер СССР. 
Скончался утром 29 июля 2020 года на 69-м году жизни. Похоронен на Троекуровском кладбище.